# Xbonil
Xbonil är en ort i Mexiko.   Den ligger i kommunen Calakmul och delstaten Campeche, i den östra delen av landet, 900 km öster om huvudstaden Mexico City. Xbonil ligger 74 meter över havet och antalet invånare är 518.
Terrängen runt Xbonil är platt. Runt Xbonil är det glesbefolkat, med 11 invånare per kvadratkilometer. Xbonil är det största samhället i trakten. I omgivningarna runt Xbonil växer i huvudsak städsegrön lövskog.